# Svarttjärnen (Laxsjö socken, Jämtland, 708061-145356)
Svarttjärnen är en sjö i Krokoms kommun i Jämtland och ingår i Indalsälvens huvudavrinningsområde.